# Sapromyza pallens
Sapromyza pallens är en tvåvingeart som beskrevs av Blanchard 1852. Sapromyza pallens ingår i släktet Sapromyza och familjen lövflugor. Inga underarter finns listade i Catalogue of Life.